# Parlement de l'Ouganda
XIe législature
Édifice du Parlement
Le Parlement de l'Ouganda (en anglais : Parliament of Uganda ; en swahili : Bunge la Uganda) est l'organe législatif monocaméral de la république d'Ouganda. Fondé en 1962 après l'indépendance, il est actuellement composé de 529 membres.

## Système électoral
Le Parlement de l'Ouganda est composé de 529 sièges pourvus pour cinq ans, dont 353 au scrutin uninominal majoritaire à un tour dans autant de circonscriptions électorales uninominales. Dans chacune d'elles, le candidat ayant recueilli le plus de suffrages l'emporte. À ces sièges ordinaires s'ajoutent 146 autres réservés aux femmes, à raison d'un siège pour chacun des districts du pays, pourvus selon le même système,. Le nombre de circonscription ordinaire varie régulièrement en fonction de l'évolution de la population, de même que le nombre de sièges réservés aux femmes en raison de la création de nouveaux districts.
Enfin, 30 autres représentants sont élus au suffrage indirect par des collèges électoraux représentants divers groupes : 10 pour l'armée ougandaise, 5 pour les jeunes, 5 pour les syndicats professionnels, 5 pour les personnes âgées et 5 pour les handicapés. Ces groupes de cinq représentants doivent comporter au moins une femme chacun, et celui de dix représentants l'armée deux. Les sièges réservés aux personnes âgées ont été ajoutés en aout 2020, et pourvus pour la premières au cours des élections l'année suivante.
Le vice président et l'ensemble des ministres sont membres ex officio  du parlement s'ils n'en sont pas déjà membres, mais ne disposent pas du droit de vote, et ne sont par conséquent généralement pas inclus dans le total des membres.

## Liste des présidents
|  | N° | Portrait | Nom                      | Début         | Fin          | Parti |
|  | -- | -------- | ------------------------ | ------------- | ------------ | ----- |
|  | 1  |          | John Bowes Griffin       | 1962          | 1963         |       |
|  | 2  |          | Narendra M. Patel        | 1963          | 1971         |       |
|  | 3  |          | Edward Rugumayo (en)     | 1979          | 1980         | NRM   |
|  | 4  |          | Francis K. Butagira (en) | décembre 1980 | 1985         | UPC   |
|  | 5  |          | Yoweri Museveni          | 1986          | 1996         | NRM   |
|  | 6  |          | James Wapakhabulo (en)   | 1996          | 1998         | NRM   |
|  | 7  |          | Francis Ayume (en)       | 1998          | 2001         | NRM   |
|  | 8  |          | Edward Ssekandi          | 2001          | 19 mai 2011  | NRM   |
|  | 9  |          | Rebecca Kadaga           | 19 mai 2011   | 24 mai 2021  | NRM   |
|  | 10 |          | Jacob Oulanyah (en)      | 24 mai 2021   | 20 mars 2022 | NRM   |
|  | 11 |          | Anita Among              | 25 mars 2022  | en cours     | NRM   |